# Oryzias minutillus
Espèce
Statut de conservation UICN

 LC  : Préoccupation mineure
Oryzias minutillus est une espèce de poisson de la famille des Adrianichthyidae. Il appartient au genre Oryzias, le seul genre de la sous-famille Oryziinae.
C'est un des poissons les plus petits que l'on connaisse. Mâle et femelle mesurent 2 cm de long. La femelle ne pond que trois à quatre œufs à la fois.

## Répartition
Cette espèce est originaire du Bassin du Chao Phraya en Thaïlande et de la péninsule malaise. En Chine, Myanmar, Laos, Cambodge et Viet Nam.